# St. Nikolaus (Langeoog)

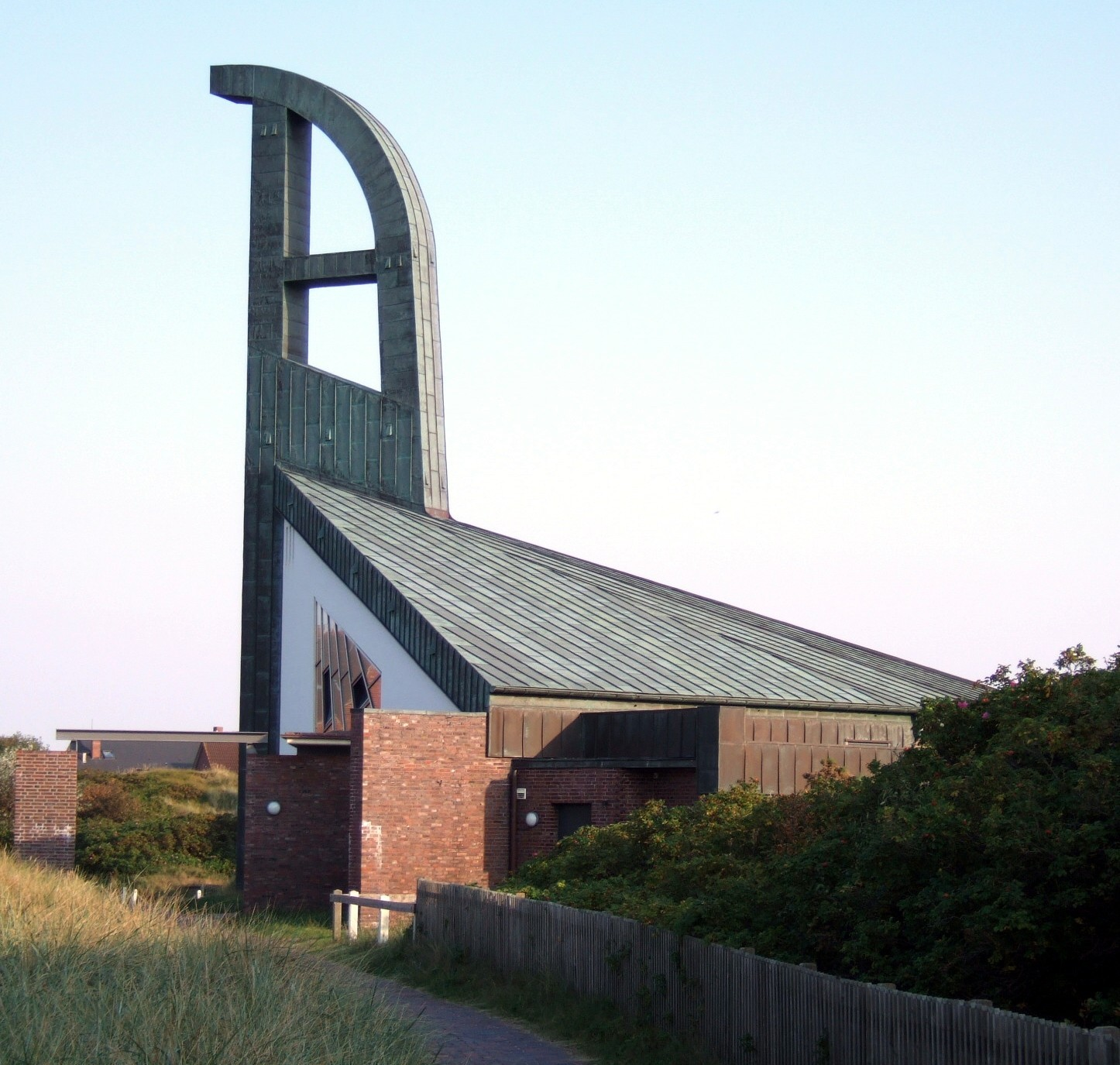
St. Nikolaus

St. Nikolaus ist die römisch-katholische Pfarrkirche auf der ostfriesischen Insel Langeoog. Die Kirche befindet sich im südwestlichen Teil des Inseldorfes und liegt unmittelbar an den Kaapdünen, die das Dorf von dem Strand trennen.

## Beschreibung
Die Gestaltungsidee der Kirche ist ein von der Erde aufwärts ragender Schiffsbug. Der Turm hat die Form eines Vorderstevens. Das brachte ihm unter den Langeoogern die Spitznamen Möwenrutschbahn und Nonnenrutsche ein. Weiterhin symbolisiert der Turm ein griechisches Alpha, ein Hinweis auf Jesus Christus (Offenbarung 21,6); Glocken enthält er jedoch nicht. Der Innenraum präsentiert sich seit den letzten Umbaumaßnahmen weit und hell und öffnet durch Klarglasfenster den Blick auf die Insellandschaft. Die Orgel stammt von der schweizerischen Firma Orgelbau Hauser, Kleindöttingen (Aargau). Das Kreuz ist als Steuerrad gestaltet. Die Pläne für die Kirche stammten von der Göttinger Architektin Lucy Hillebrand, einer Schülerin Dominikus Böhms.

## Geschichte

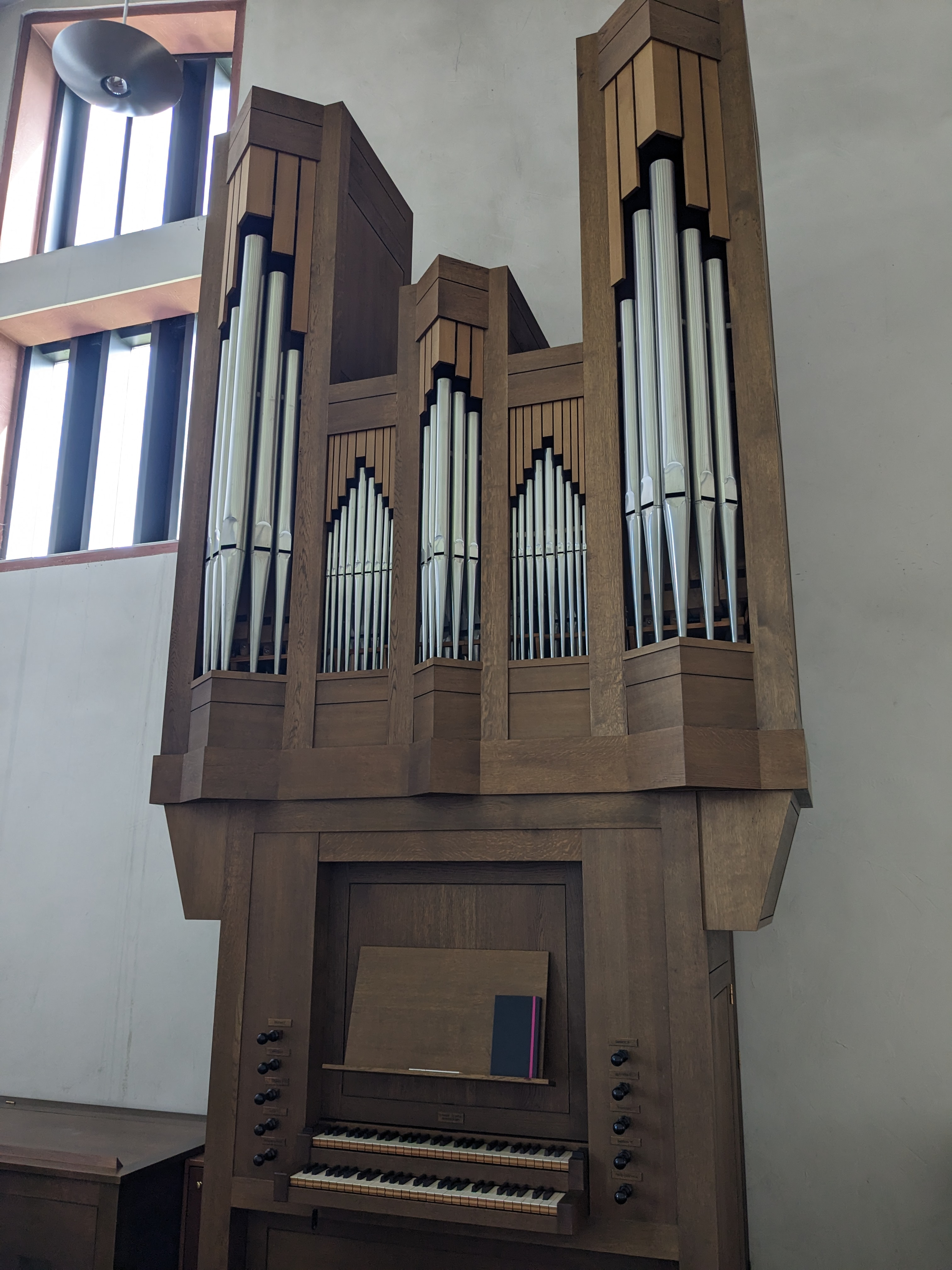
Hauser-Orgel

Seit der Reformation hatte es auf Langeoog keine Katholiken mehr gegeben. Erst der aufkommende Badetourismus brachte ab Ende des 19. Jahrhunderts auch katholische Kurgäste auf die Insel. Seit dem Sommer 1910 wurde in der Reisezeit in provisorischen Räumlichkeiten von auswärtigen Priestern die heilige Messe gefeiert. 
Der Bedarf der NS-Rüstungsbetriebe an der Küste sowie, nach Kriegsende, der Zustrom ostdeutscher Vertriebener ließ eine kleine katholische Gemeinde entstehen, der heute etwa 250 Menschen angehören. Für sie, aber mehr noch für die Urlauber wurde die Kirche gebaut, deren Grundsteinlegung am 15. Januar 1962 erfolgte. Sie erhielt den Namen des heiligen Nikolaus von Myra, des Patrons der Seefahrer, und wurde am 4. Juni 1964 vom Osnabrücker Bischof Helmut Wittler geweiht. 
Erste Umgestaltungs- und Erweiterungsarbeiten wurden 1973 abgeschlossen. Nach einem tiefgreifenden Umbau unter Ulrich Recker konnte die Kirche am 23. Juni 2002 von Bischof Franz-Josef Bode neu geweiht werden. Sie gehört heute zur Pfarreiengemeinschaft Küste.
Im Jahr 2023 wurden weitere Renovierungen nötig. Dabei wurde die Beleuchtung modernisiert und die Innenwände neu gestrichen, die durch den Ruß der Opferkerzen teilweise dunkel geworden waren.